# Kostel svatého Vavřince (Nebočady)
Kostel svatého Vavřince je římskokatolický farní kostel v Nebočadech v okrese Děčín v Ústeckém kraji. Je chráněn jako kulturní památka. Kostel je uzavřený, chátrající, fasáda je sešlá, okna rozbitá.

## Historie
Kostel v Nebočadech je poprvé zmiňován v roce 1362. V roce 1712 při požáru shořela téměř celá vesnice včetně kostela a musela být znovu vystavěna. Současný kostel dala postavit hraběnka Adelhaida Thunová. Stavitelem byl A. Achciger. Na přelomu šedesátých a sedmdesátých let 20. století byl opraven. V sedmdesátých letech 20. století přeletěla nízko nad kostelem stíhačka v důsledku rázové vlny se zřítil vodou narušený strop. V devadesátých letech 20. století byla loď staticky zajištěna a k nepravidelným bohoslužbám sloužil nepoškozený presbytář oddělený od lodi dřevěnou zástěnou.

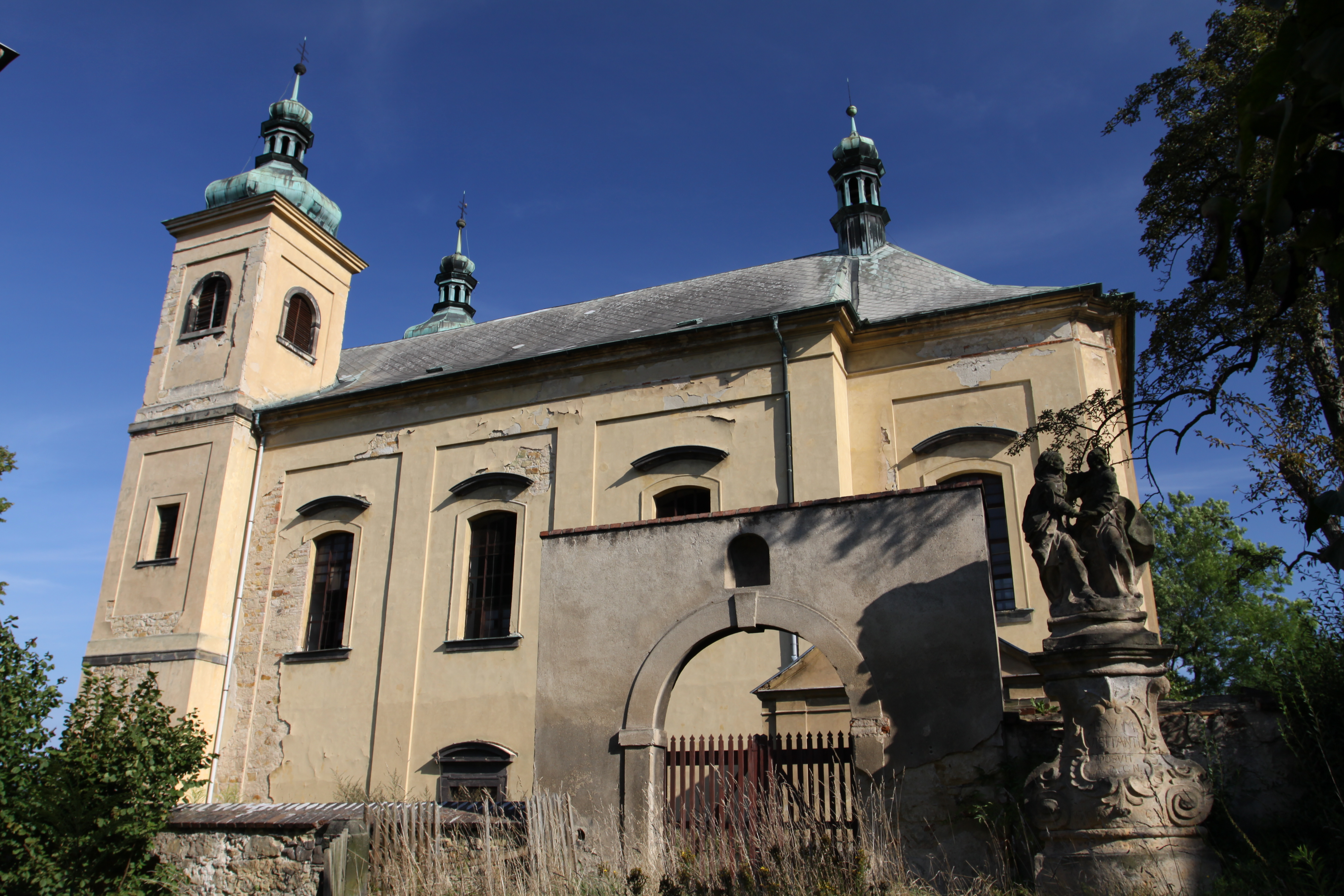
Boční pohled na kostel

## Architektura
Barokní orientovaná stavba se dvěma vysokými věžemi ve vstupním průčelí. Údajně byl stavitelem kostela i Jan Blažej Santini-Aichel, ale vzhledem ke strohé stavbě kostela bez dynamizujících prvků je jeho účast nepravděpodobná.

## Interiér
Oltářní obraz byl připisován Petru Brandlovi.

## Varhany
V roce 1712 byl vystavěn kostel (za faráře Franc. Thad. Matzkeho) a v roce 1719 zde postavil první varhany Tobias Franz Fleck ml. z České Kamenice. Obsahovaly jeden manuál se šesti rejstříky a pedál se dvěma rejstříky. V následujících letech nástroj opravovali Franz Feller, Franz Mǖller a dva neznámí varhanáři. V roce 1892 byl majitelem děčínského thunského panství vybrán varhanář Heinrich Schiffner (Cvikov, později Praha), aby zde postavil nástroj s mechanickou kuželkovou trakturou za 1767 zl. Na stavbě se podílel i budoucí varhanář Augustin Paštika. Kostel byl v administraci Farnosti Děčín I a v 70. letech jej převzal do materiální správy kaplan František Jirásek. Jeho prvotním úkolem bylo opravit střechu, což se podařilo, leč srážkovou vodou nasáklá konstrukce začala vysychat a při jednom přeletu vojenského letadla se zřítil vnitřní chrámový strop. (pozn.: V publikaci MUDr. Tomáše Horáka na str. 32 je chybně uveden spadlý strom). Heinrich Schiffner ze Cvikova v roce 1892 zde tedy postavil dvoumanuálový nástroj s pedálem, mk a dispozicí: I. Principal 8´, Gedakt 8´, Gamba 8´, Octav 4´, Mixtur 4fach. II. Aeolina 8´, Lieblich gedakt 8´, Gemshorn 4´. P. Octavbass 8´, Subbass 16´. Šlapky: Pedal Koppel, Pleno I+II, Forte, Manual Koppel.
Po havárii stropu byl posléze v roce 1988 varhanářem Jiřím Jónem nástroj přetransferován do Rumburka, kostela svatého Vavřince v areálu rumburské Lorety, kde slouží dodnes. Celý kostel silně zchátral, vlastník po desetiletí nenalezl finanční prostředky na opravu a v roce 2017 převzal správu objektu zapsaný spolek „Pro kostely“.        

## Okolí kostela

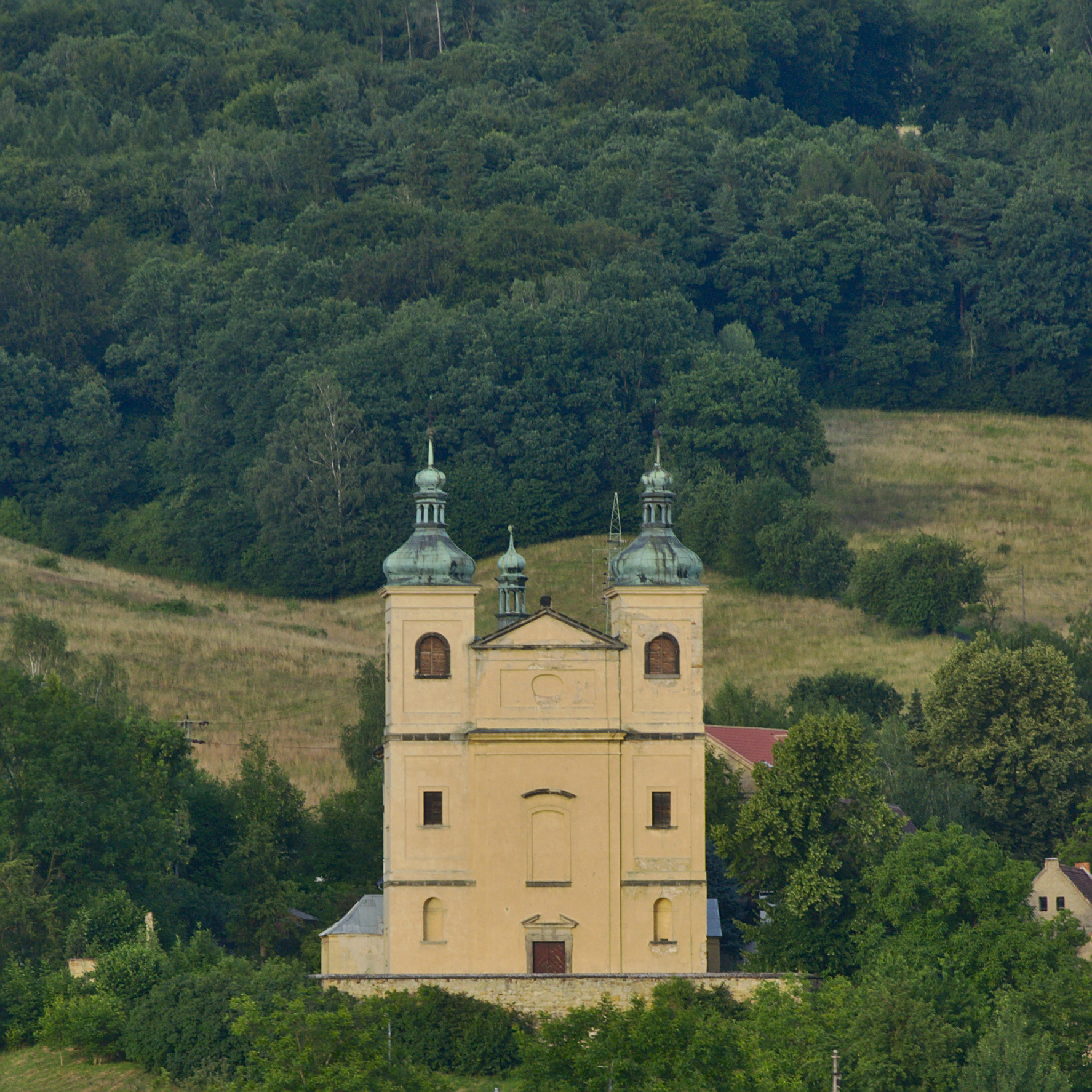
Pohled z druhého břehu Labe na průčelí

Barokní sousoší Navštívení Panny Marie z roku 1757, které původně stálo u silnice do Děčína, bylo ke kostelu přemístěno ve druhé polovině 20. století.

## Bohoslužby
Bohoslužby se pravidelně nekonají.